# New-Orleans-Jazz
Mit New-Orleans-Jazz (in der einschlägigen Literatur fast immer als New Orleans Jazz) bezeichnet man eine Stilrichtung des klassischen Jazz zwischen 1890 und 1928 (hauptsächlich in den 1920er Jahren), benannt nach seinem Ursprungsort und wichtigsten Zentrum New Orleans. Der historische Vorgänger war der archaische Jazz der Street Bands. Auch der Ragtime floss in den New-Orleans-Jazz ein. Dieser ist noch stark an der afro-amerikanischen Musiktradition orientiert.
Eine Unterart hat sich in den französisch geprägten Vierteln von New Orleans gebildet: der Creole-Jazz. Er wurde geprägt durch spanische, französische und lateinamerikanische Tänze. In den 1940er und 1950er Jahren erlebte der New-Orleans-Jazz eine Renaissance (New Orleans Revival), ebenso wie das Gegenstück der Weißen, der Dixieland.

## Stilmerkmale
Ende des 19. Jahrhunderts verschmolzen die verschiedenartigen Einflüsse zum ersten vollausgebildeten Stil des Jazz, der nach dem Ort seiner Entstehung New-Orleans-Jazz genannt wurde. Dabei trugen Kornett oder Trompete die Melodie, während die Klarinette reich verzierte Gegenmelodien und die Posaune rhythmische Slides spielte sowie die Grundtöne der Akkorde und Harmonien vorgab. Tuba oder Kontrabass legten unter diese Standard-Dreiergruppe eine Basslinie; das Schlagzeug steuerte den Rhythmus bei. Vitalität und Dynamik waren wichtiger als musikalische Feinheiten. Mehrere Stimmen des Ensembles improvisierten (Gruppen-, Tutti- oder Kollektivimprovisation). Call-and-Response-Pattern und die „dirty tones“ (auch blue notes waren Nachahmungen der afroamerikanischen Gesangstechnik mit absichtlich „unreinen“ Tönen), Elemente aus dem Blues wie das 12-taktige Bluesschema gehörten dazu. 
Im Gegensatz zu der „Offbeat“-Spielweise des Chicago-Jazz, wo jeweils der 2. und 4. Takt betont werden, sind in Stücken des New-Orleans-Jazz der 1. und 3. Takt betont, die „Two beat“-Spielweise.
Ein Großteil der Jazzforschung neigt dazu, mit dem Begriff New-Orleans-Jazz vor allem den von Afroamerikanern einschließlich Kreolen gespielten Jazz zu bezeichnen, während sie die Musik der weißen Bands aus New Orleans als abgeleiteten Dixieland einordnen.
Welche stilprägende Rolle der Improvisation im frühen Jazz zukommt, ist umstritten. Zeitgenössische Musiker aus New Orleans berichteten mehrheitlich, dass im New-Orleans-Jazz zunächst nicht improvisiert wurde (selbst das Wort Improvisation sei ungebräuchlich gewesen), sondern ausgeschmückt (embellished), wobei der Unterschied fließend ist. Ein Vergleich der verschiedenen takes der frühen Schallplattenaufnahmen (soweit erhalten) ergibt kein einheitliches Bild. Während auf einigen zweiten oder dritten Takes durchaus neue musikalische Wendungen auftauchen, unterscheiden sich die meisten dieser Aufnahmeversuche im Wesentlichen nur geringfügig im Tempo, in der Lautstärke der mitspielenden Instrumente und ähnlichen Aspekten. Manchmal wurde auf einem zweiten Take nur ein Fehler eines Musikers korrigiert oder die Aufnahme so verkürzt, dass sie auf die damals gebräuchlichen Platten passte, deren Aufnahmekapazität drei Minuten nur wenig überstieg.
Andererseits war es unter den damals herrschenden Umständen in vielen Fällen schlichtweg nicht möglich, dass die Stücke immer auf die gleiche Weise repliziert wurden. Bei vielen Orchestern, besonders bei den Marching Bands, herrschte eine ständige Fluktuation der Mitwirkenden; es gab sogar Gelegenheiten – z. B. New Orleans Funerals, Mardi-Gras-Umzüge –, bei denen beliebig viele Instrumentalisten unterwegs „einstiegen“. Außerdem konnten die meisten Musiker keine Noten lesen (dies traf sogar noch auf King Olivers Band von 1924 zu, in der nur Lil Hardin und – mit Einschränkungen – Louis Armstrong vom Blatt lesen konnten). Auch wenn man berücksichtigt, dass bei vielen damaligen Musikern noch größerer Wert auf das Gedächtnis gelegt wurde als heute, war ein einheitliches, auf exakter Wiederholung basierendes Spiel normalerweise nur in länger in der gleichen Besetzung bestehenden Formationen möglich.
Dies muss aus der Natur der Sache heraus zu einer Spielweise geführt haben, bei der man sich grob an Harmonien und Rhythmus orientierte, und darüber mehr oder weniger spontan eine oder mehrere Variationen der Grundmelodie entwickelte. Inwieweit man sich einmal entwickelte Variationen merkte und immer wieder spielte, bis sie sich „verfestigten“, hing wohl von zahlreichen Faktoren ab. Eine Rolle spielte einerseits einfach die evidente Qualität einer Variante (Beispiele: Alphonse Picous Klarinettensolo über High Society, Joe King Olivers Kornettsolo in Dippermouth Blues, George Brunies und Kid Orys Posaunenstimmen in Tin Roof Blues und Muskrat Ramble), andererseits die jeweilige Eingebung oder Stimmung der beteiligten Musiker bei einer bestimmten Gelegenheit. Dabei scheint grosso modo die übliche Variationsbreite der Wiederholungen im Vergleich zu modernem Jazz eher eng gewesen zu sein. Ausnahmen bildeten die im damaligen Jazz sehr beliebten breaks (kurze, meist zweitaktige „Antworten“ einzelner Instrumente auf vorhergehende Chorusse), wo dem individuellen Erfindungsreichtum keine Grenzen gesetzt waren, und längere, über fünfzehn oder zwanzig Minuten gehende Ausspielungen von Stücken (war offenbar beispielsweise bei Joe Oliver schon früh gängige Praxis), wo die späteren Variationen sich irgendwann so weit vom Grundthema entfernen, dass irgendwann die Grenze zur mehr oder weniger freien Improvisation berührt wird. Eine wesentliche Rolle hat das freie („frei“ im Sinne des traditionellen Jazz, also innerhalb harmonischer Grenzen) Improvisieren wohl erst später, Ende der zwanziger, Anfang der dreißiger Jahre eingenommen, mit dem Hervortreten von Starsolisten wie Louis  Armstrong, Coleman Hawkins und Benny Goodman (musikgeschichtlich besonders interessant ist hierbei der Vergleich der verschiedenen Takes der Aufnahmen des Goodman-Trios und -Quartetts).

## Herkunft
Im 19. Jahrhundert herrschte bis 1899 in der Stadt New Orleans im Vergleich zu anderen amerikanischen Städten eine relativ geringe Rassentrennung, was dazu führte, dass sich die dort relativ zahlreich vorhandenen Einwanderergruppen vermischt hatten. Besonders zwei Gruppen schwarzer Bürger trafen daher aufeinander und hatten maßgeblich Einfluss auf die Entwicklung des New Orleans Stils: Den Kreolen, die französische und spanische Wurzeln hatten, stand die Gruppe der schwarzen („amerikanisch“ genannten) Afroamerikaner gegenüber.
Aufgrund eines amerikanischen Gesetzes von 1889 (im Volksmund: „Black Code“) wurden die Kreolen in Louisiana, die bis dahin an den Errungenschaften bürgerlicher, europäisch geprägter Kultur teilhaben konnten, zu zweitklassigen „Farbigen“ erklärt. Dies führte dazu, dass Afroamerikaner und Kreolen gemeinsam musizierten und dabei die bisher beobachteten sozio-kulturellen Unterschiede zwischen ihnen verschwanden: Nach Gehör spielende, improvisierende „schwarze“ Musiker und ihre notengetreu spielenden Kollegen fanden sich erstmals in Street Bands und anderen Kapellen zusammen, wo sie Ragtime, Märsche, Hymnen, (Negro) Spirituals Blues und europäische Tänze interpretierten. Auf diese Weise konnte der Jazz von New Orleans entstehen. Sein erster zentraler Musiker war Buddy Bolden.
Anders als Kreolen wie Lorenzo Tio, Alphonse Picou, Peter Bocage oder Freddie Keppard, die stark vom Ragtime herkamen und teilweise eine musikalische Schulung nach europäischem Vorbild erfahren hatte, waren Afroamerikaner wie Bunk Johnson, Johnny Dodds oder Joe King Oliver deutlicher am Blues orientiert. Dem Einfluss der Kreolen ist es zu verdanken, dass im New Orleans-Stil der Klarinette eine so große Bedeutung zukommt, da sie in Frankreich zur damaligen Zeit sehr beliebt war.

## Entwicklung und Revival im New-Orleans-Jazz
Das Vergnügungsviertel Storyville, in dem die Jazzmusiker von New Orleans bis dahin gute Auftrittsmöglichkeiten hatten, wurde 1917 wegen Zwischenfällen mit der Marine geschlossen. In der Folge wanderten viele Jazzmusiker aus der Stadt am Mississippi River Delta, allen voran Joe Oliver und Jelly Roll Morton und in die Städte des Nordens, insbesondere nach Chicago und nach New York City. Zahlreiche Musiker wie Kid Ory, Jimmie Noone, Johnny Dodds, Baby Dodds, Henry „Red“ Allen, Johnny St. Cyr, Zue Robertson und Louis Armstrong folgten nach; in den Städten des Nordens schlossen sich ihnen zahlreiche Musiker – beispielsweise Lil Hardin – an. Erst dort entstehen die ersten Schallplattenaufnahmen dieser Musik.
Während sich die Musik der Migranten in den Metropolen des amerikanischen Nordens spätestens Ende der 1920er Jahre modernisierte und mit den darauf folgenden Stilen in der Geschichte des Jazz mischte, blieb der Stil der in Louisiana zurückgebliebenen Musiker zunächst unverändert: Zentral waren hier die „Tuxedo Band“ um Papa Celestin und die Band von Sam Morgan. Hinzu kamen jüngere Musiker wie Kid Howard, Dede Pierce, Kid Thomas Valentine oder der Klarinettist George Lewis, die allerdings teilweise für Einflüsse der Swingmusik offen waren. Auch Rückkehrer wie Johnny St. Cyr oder Paul Barbarin waren von den stilistischen Neuerungen beeinflusst.
Reimer von Essen unterscheidet zeitlich versetzt drei verschiedene Revival des New-Orleans-Jazz:
- Ende der dreißiger Jahre begann eine Bewegung in der Jazzkritik und unter Plattensammlern, die nach den Anfängen des Jazz fragte und so zu einem neuerlichen Interesse am Jazz aus New Orleans führte; infolge dieser Suche nach dem „authentischen Jazz“ wurden Musiker wie George Lewis, Sidney Bechet und Tommy Ladnier aufgenommen, aber auch der mittlerweile auf einer Farm arbeitende Bunk Johnson (dem wir besonders ausführliche Ausführungen über die Spielweise Buddy Boldens verdanken) und Kid Ory wiederentdeckt.
- 1953 verkündete der britische Trompeter Ken Colyer nach einem Besuch von New Orleans, dass der Jazz, den er dort gehört habe, „ganz anders“ sei. Insbesondere in Großbritannien entstand in der Folge dieser Wiederentdeckung der Traditional Jazz als ein „modischer Stil“, der sich deutlich von dem Jazz unterschied, der in der „Wiege des Jazz“ gespielt wurde, aber international rasch Anerkennung fand.
- Die aufgrund des zweiten Revival in New Orleans entstandenen Platten mit dortigen Musikern regten ab Mitte der 1960er Jahre eine neue Musikergeneration aus Europa, Australien, Japan und Nordamerika an, sich mit dem Jazz im Mississippi-Delta zu beschäftigen, fuhren nach New Orleans und studierten die dortige Szene gründlicher als die Revivalisten der zweiten Generation. Musikern wie Barry Martyn gelang es, die Musik aus der Heimatstadt des Jazz zu verinnerlichen. Die Szene rund um die nun entstehende Preservation Hall wurde gestärkt: Musiker wie Louis Nelson oder Captain John Handy wurden entdeckt. Als Sprecher dieses Revivals fungiert mittlerweile der Klarinettist Michael White.

## Besetzungen
Eine Band teilt man hier typischerweise in Melodie- und Rhythmusgruppe auf. Erstere hat oft drei Mitglieder und letztere oft vier, und sehr oft läuft es in der Summe auch bei variierenden Besetzungen auf sieben Musiker insgesamt hinaus. Bei dieser Anzahl verschmiert der Gesamtklang bei einer Gruppenimprovisation noch selten zu einem undifferenzierten Mischmasch, was bei einer größeren Anzahl leichter passiert.
MelodieinstrumenteKornett oder Trompete – Melodie; Klarinette – reich verzierte Gegenmelodien; Posaune – rhythmische Slides oder Grundtöne der Akkorde, Harmonien; selten Saxophon
RhythmusgruppeKlavier, Banjo und eventuell Gitarre; Bass oder Tuba-Basslinie, selten Basssaxophon; Schlagzeug

## Wichtige Bands
- Louis Armstrong and His Hot Five bzw. „Hot Seven“
- Joe King Olivers „Creole Jazz Band“
- Kid Orys „Olympia Band“
- Jelly Roll Morton „Red Hot Peppers“
- „New Orleans Rhythm Kings“

## Bekannte Kompositionen
- At the Jazz Band Ball
- The Darktown Strutters’ Ball
- Gettysburg March
- King Porter Stomp von Jelly Roll Morton
- Memphis Blues von W. C. Handy
- St. Louis Blues von W. C. Handy
- Tiger Rag
- When the Saints Go Marching In